# Peter Kennedy
Michael Edward „Peter” Kennedy III (ur. 4 września 1927 w Olympii) – amerykański łyżwiarz figurowy, startujący w parach sportowych z siostrą Karol Kennedy. Wicemistrz olimpijski z Oslo (1952) i uczestnik igrzysk olimpijskich (1948), mistrz (1950) i 4-krotny wicemistrz świata (1947, 1949, 1951, 1952), dwukrotny mistrz Ameryki Północnej (1949, 1951) oraz 5-krotny mistrz Stanów Zjednoczonych (1948–1952).
Kennedy został ochrzczony jako Michael Edward, ale jeden z członków rodziny zaczął nazywać imieniem Peter. W statystykach sportowych jego imiona używane są wymiennie.
W trakcie debiutu olimpijskiego w 1948 roku rodzeństwo Kennedych zajęło 6. miejsce, jednak był to bardzo dobry rezultat ze względu na problemy zdrowotne Karol. Miała silne bóle pleców, które promieniowały w dół nogi i powodowały utratę kontroli nad mięśniami w tej nodze. Wymagało to operacji dysku w późniejszym czasie, a lekarze ze zdumieniem zastanawiali się, jak to możliwe, że Karol mogła chodzić, a tym bardziej jeździć na łyżwach podczas igrzysk olimpijskich.
Po zakończeniu kariery łyżwiarskiej w 1952 roku zaczął uprawiać narciarstwo i starał się o kwalifikację olimpijską w 1956 roku, ale nie otrzymał powołania do drużyny. Następnie pracował jako konsultant i przedstawiciel handlowy kilku przedsiębiorstw ze sprzętem narciarskim.

## Osiągnięcia
Z Karol Kennedy
| Zawody                           | 1946           | 1947           | 1948           | 1949           | 1950           | 1951           | 1952           |                |                |                |                |                |                |                |                |                |                |
| Międzynarodowe                   | Międzynarodowe | Międzynarodowe | Międzynarodowe | Międzynarodowe | Międzynarodowe | Międzynarodowe | Międzynarodowe | Międzynarodowe | Międzynarodowe | Międzynarodowe | Międzynarodowe | Międzynarodowe | Międzynarodowe | Międzynarodowe | Międzynarodowe | Międzynarodowe | Międzynarodowe |
| -------------------------------- | -------------- | -------------- | -------------- | -------------- | -------------- | -------------- | -------------- | -------------- | -------------- | -------------- | -------------- | -------------- | -------------- | -------------- | -------------- | -------------- | -------------- |
| Igrzyska olimpijskie             |                |                | 6              |                |                |                | 2              |                |                |                |                |                |                |                |                |                |                |
| Mistrzostwa świata               |                | 2              | 4              | 2              | 1              | 2              | 2              |                |                |                |                |                |                |                |                |                |                |
| Mistrzostwa Ameryki Północnej    |                | 3              |                | 1              |                | 1              |                |                |                |                |                |                |                |                |                |                |                |
| Krajowe                          |                |                |                |                |                |                |                |                |                |                |                |                |                |                |                |                |                |
| Mistrzostwa Stanów Zjednoczonych | 2              | 2              | 1              | 1              | 1              | 1              | 1              |                |                |                |                |                |                |                |                |                |                |

## Nagrody i odznaczenia
- Amerykańska Galeria Sławy Łyżwiarstwa Figurowego – 1991[10]